# قضقاض مصري
قضقاض مصري (الاسم العلمي: Bassia aegyptiaca)، نوع من نباتات القضقاض ينتمي إلى فصيلة القطيفية. وصفت من قبل تركي الشايب وأحمد محمد الطيب شحاتة. موطنها مصر.